# Рейн-Эмшер-Экспресс
Рейн-Эмшер-Экспресс (RE3) (нем. Rhein-Emscher-Express) — линия пассажирского регионального экспресса в федеральной земле Северный Рейн-Вестфалия (Германия). Соединяет наиболее значимые города земли (Дортмунд, Эссен, Дюссельдорф. Движение экспресса осуществляется по путям, предназначенным для скорых поездов со скоростью 160 км/ч. На участке от Дуйсбурга до Дортмунда маршрут RE3 совпадает с маршрутом городской электрички региона Рейн-Рур S2.

## История
Появление региональных экспрессов на железных дорогах Германии было связано с оптимизацией системы движения. До этого существовали либо пригородные поезда, либо скорые. Чтобы улучшить систему сообщения было решено создать промежуточный класс поездов, передав некоторые функции скорых поездов поездам пригородного сообщения.

Рейн-Эмшер-Экспресс (RE3) был введён в эксплуатацию в 1998 году. До 2002 года на участке от Гельзенкирхена до Дюссельдорфа маршрут RE3 проходил через Крефельд и Мёнхенгладбах, но с декабря 2002 года маршрут стал проходить по правому берегу Рейна через Оберхаузен, Дуйсбург, Дюссельдорфский аэропорт. Таким образом с этого момента маршрут в точности проходит по железнодорожным участкам проложенным ещё в 1846 году Кёльн-Минденской железнодорожной компанией.

## Железнодорожные участки
Рейн-Эмшер-Экспресс проходит по участкам трёх железных дорог:
- железная дорога Дортмунд-Хамм;
- железная дорога Дуйсбург-Дортмунд;
- участок железной дороги Кёльн-Дуйсбург от Дуйсбурга до Дюссельдорфа.

## Интервал движения
Согласно расписанию, экспресс RE3 ходит один раз в час.